# Mouriez
Mouriez är en kommun i departementet Pas-de-Calais i regionen Hauts-de-France i norra Frankrike. Kommunen ligger i kantonen Hesdin som tillhör arrondissementet Montreuil. År 2022 hade Mouriez 238 invånare.

## Befolkningsutveckling
Antalet invånare i kommunen Mouriez
| Referens: INSEE |